# Wirus (serial telewizyjny)
Wirus (ang. The Strain) – amerykański dramatyczny serial telewizyjny z elementami horroru wyprodukowany przez FX Productions. Stanowi adaptację książkowej trylogii autorstwa Guillerma del Toro i Chucka Hogana, będących również twórcami i producentami serialu. Serial emitowany był od 13 lipca 2014 roku do 17 września 2017 roku przez FX, a w Polsce od 2 września 2014 roku przez Fox.

## Fabuła
Akcja serialu rozpoczyna się od tajemniczego wylądowania samolotu w Nowym Jorku. Kiedy ekipa ratunkowa dojeżdża na miejsce wypadku, wszyscy pasażerowie nie żyją. Nie ma żadnych widocznych przyczyn, dlaczego pasażerowie samolotu są martwi. Ephraim Goodweather wraz ze swoim zespołem z Centrum Chorób Zakaźnych muszą rozwiązać przyczynę tych dziwnych zgonów, zanim dojdzie do wybuchu epidemii. Na początku badań odkrywają, że cztery ofiary wciąż jednak jeszcze żyją. Zniknięcie z kostnicy dwustu ciał pogarsza jeszcze bardziej całą sprawę. Po pewnym czasie Goodweather odkrywa, że musi chronić swoje miasto przed Strzygoniami (nazywanymi również wampirami lub pijawkami), które chcą przejąć władzę w Nowym Jorku.

## Obsada

### Główna
- Corey Stoll jako dr Ephraim Goodweather, szef Centrum Chorób Zakaźnych w Nowym Jorku[3]
- David Bradley jako profesor Abraham Setrakian[4]
- Jim Watson jako młody Setrakian[5]
- Kevin Durand jako Wasilij Feteated, zawodowy tropiciel szczurów chcący dołączyć do walki przeciwko wampirom[6]
- Mía Maestro jako dr Nora Martinez, biochemiczka i współpracowniczka Goodweathera[7]
- Ben Hyland jako Zachary „Zach” Goodweather, syn Goodweathera
- Jonathan Hyde jako Eldritch Palmer, milioner który pragnie być nieśmiertelny, służyć Strzygoniowi[8]
- Richard Sammel jako Thomas Eichorst, prawa ręka Strzygonia[8]
- Miguel Gomez jako Augustin „Gus” Elizalde, były więzień, który jest najbardziej efektywnym wojownikiem w zabijaniu wampirów[9]
- Natalie Brown jako Kelly Goodweather, była żona Goodweathera[10]
- Jack Kesy jako Gabriel Bolivar[11]
- Sean Astin jako Jim Kent[12]
- Ben Hyland jako Zach Goodweather (sezon 1)
- Max Charles jako Zach Goodweather (sezon 2)[13]

### Drugoplanowe
- Robert Maillet jako Mistrz, najbardziej niebezpieczny wampir, który chce przejąć władzę nad światem[14]
- Francis Capra jako Crispin Elizalde
- Roger Cross jako pan Fitzwilliam, szef ochrony oraz opiekun Eldritcha Palmera[15]
- Regina King jako Ruby Wain, menedżerka gwiazdy rocka Gabriela Bolivara[16]
- Melanie Merkosky jako Sylvia Kent
- Drew Nelson jako Matt Sayles, nowy facet Kelly
- Leslie Hope jako Joan Luss, która przeżyła wybuch epidemii[17]
- Pedro Miguel Arce jako Felix, najlepszy przyjaciel Gusa
- Adriana Barraza jako Guadalupe Elizalde,
- Anne Betancourt jako Mariela Martinez
- Inga Cadranel jako Diane
- Ruta Gedmintas jako Dutch Velders
- Jayden Greig jako Keene Luss
- Daniel Kash jako dr Everett Barnes
- Rupert Penry-Jones jako pan Quinlan
- Stephen McHattie jako Vaun
- Chloe O’Malley jako Audrey Luss
- Jonathan Potts jako Doyle Redfern
- Kim Roberts jako Neeva, Joan Luss
- Nikolai Witschl jako Ansel Barbour,
- Joaquín Cosío jako Angel Guzman Hurtado[18]
- Lizzie Brochere jako Coco, osobista asystentka Palmera[19]
- Samantha Mathis jako Justine Feraldo[20]
- America Olivo jako Katy Rogers(sezon 3)[21]
- Cas Anvar jako Sanaj Desai(sezon 3)[22]

## Odcinki
| Sezon | Sezon | Odcinki | Oryginalna emisja | Oryginalna emisja    | Oryginalna emisja | Oryginalna emisja    | Oryginalna emisja |
| Sezon | Sezon | Odcinki | Premiera sezonu   | Finał sezonu         | Premiera sezonu   | Finał sezonu         |                   |
| ----- | ----- | ------- | ----------------- | -------------------- | ----------------- | -------------------- | ----------------- |
|       | 1     | 13      | 13 lipca 2014     | 5 października 2014  | 2 września 2014   | 25 listopada 2014    |                   |
|       | 2     | 13      | 12 lipca 2015     | 4 października 2015  | 27 lipca 2015     | 12 października 2015 |                   |
|       | 3     | 10      | 28 sierpnia 2016  | 30 października 2016 | 20 września 2016  | 22 listopada 2016    |                   |
|       | 4     | 10      | 16 lipca 2017     | 17 września 2017     | 23 listopada 2017 | 28 stycznia 2018     |                   |

## Produkcja
9 sierpnia 2014 roku stacja FX zamówiła 2. serię serialu, a 7 sierpnia 2015 roku stacja FX zamówiła 3 sezon, którego premiera nastąpi w 2016 roku.

27 września 2016 roku, stacja FX ogłosiła zamówienie 4 sezonu, który jest finałowy

## Nagrody i nominacje
- 2015: Złote Szpule - Najlepszy montaż dźwięku w odcinku serialu - dialogi i technika ADR za odcinek “The Box” - nominacja
- 2015: Satelita - Najlepszy serial innego gatunku - nominacja